# Maja (planetka)
(66) Maja je planetka nacházející se v hlavním pásu asteroidů. Její průměr činí asi 73 km. Byla objevena 9. dubna 1861 americkým astronomem H. P. Tuttlem.